# جون هاولت
جون هاولت (بالإنجليزية: John Howlett)‏ هو كاتب سيناريو أمريكي، ولد في 4 أبريل 1940، وتوفي في 3 مارس 2019.

## وصلات خارجية
- جون هاولت على موقع IMDb (الإنجليزية)
- جون هاولت على موقع قاعدة بيانات الفيلم (الإنجليزية)